# Snakeboard

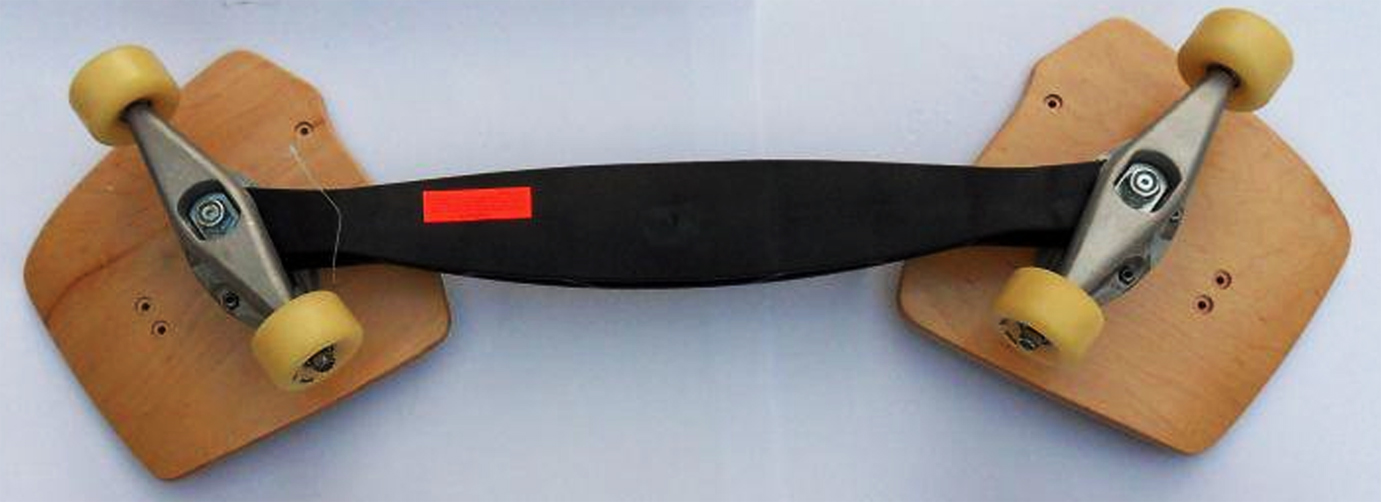
Snakeboard down (visão de baixo de um snakeboard)

O snakeboard a partir de agora conhecido como Streetboard ou também Pivotboard, é um skate articulado que tem duas parte moveis que ficam de baixo dos pés do piloto, e podem girar ate 290º graus. Dependendo do movimento de baixo dos pés sendo de dentro para fora e de fora para dentro e ao mesmo temo movendo os ombros no mesmo sentido e mantendo o troco e cintura reta, o piloto ao executar  tal movimento poderá produzir  uma cinética que terá força suficiente para fazer o snakeboard se mover a uma velocidade de 35 km/h em uma pista plana, esse movimento quando executado recorda o movimento que uma serpente faz quando está em um deserto, por causa desse motivo o nome “snakeboard”.

## Nome do esporte
No ano 2000 a WSA (Associação Mundial de Streetboard) resolver mudar o nome do desporto que anteriormente se chamava snakeboard, pois este nome na verdade é uma marca registrada e patenteada e pertence a primeira empresa fabricante do snakeboard. A WSA decidiu que o novo nome deste desporto deveria ser streetboards, esse fato contribuiu para a aparição das tabelas de dimensão AS1 dos streetboards, que acabaram por revolucionar o esporte.

## A invenção do snakeboard e sua evolução
O Snakeboard foi inventado em 1989 por James e Oliver Fisher Macleod-Smith e King Simon, os amigos cresceram, em Joanesburgo, África do Sul. Quando estavam com 19 anos de idade, os estudantes universitários naquela época já estavam trabalhando como simular as sensações do surf, esqui, snowboard, skate etc. Eles construíram diversas placas de protótipo que iriam quebrar após as primeiras tentativas. O primeiro conceito de snakeboard, era composto de um velho pedaço de tubo de encanamento para ser barra, peças de uma mesa de pingue-pongue que foram cortadas e utilizadas como o “footplates” e um patins velho cortado ao meio para ser o truck do snakeboard. Como os skatistas e seus truques estavam melhorando, eles acrescentaram uma corda ao pés que serviam como as alças na qual se fixava o pé igual as das pranchas de windsurf, as primeiras alças eram feitas de cordas, mas, depois, como as placas evoluíram, eles usaram as alças da prancha de windsurfer.
As placas foram chamadas primeiramente de: Cobra Cruiser, Viper Striker, Junior Racer, Pro e Comp. Esses placas tinham a barra (travessa) e footplates feito de um plástico muito resistente chamado Zytel ST801 e tinham rolamentos nas rodas e os pontos de articulação (pivot system) eram feito de um metal chamado “sealC3-grade”.
Em 1994, apenas cinco anos depois de sua invenção o esporte viu o seu primeiro Campeonato Mundial em Guernsey (perto da costa da Inglaterra). Neste campeonato Jay Beatty foi coroado como o primeiro o campeão mundial de Snakeboarding. Nos anos que seguiram houver vários campeonatos mundiais de snakeboards com uma única exceção, o ano de 1998 no qual não foi possível realizar o campeonato.
Em 1997, ocorreu uma grande evolução das placas, principalmente pela introdução do Stiffy, Skinner e Browser. O único ponto fraco era a sua capacidade de absorção de impactos e solavancos a que estavam predispostos, foi esse motivo que impulsionou a criação das placas wobbly mais isso ocorreu depois de muitos testes. Então em 1998 veio o Spluge, a melhor “placa” em absoluto até aquele data, esta por sua vez eliminou os solavancos, tornando-o o snackboard mais estável ainda. só que esta placa foi distribuída em quantidades muito limitadas (apenas 52 placas foram enviados para os EUA),  você tem sorte se pode começa no esporte usando uma dessas.
Em setembro de 1998, James Fisher vendeu a Snakeboard International, juntamente com a patente do Snakeboard a MV Sports, uma empresa de brinquedos do Reino Unido. Isto acabou por varrer do mercado a SnakeboardUK e todas as representantes que havia nos EUA, deixando apenas a Snakeboard EUA, e deixando apenas um único remanescente da empresa original nos EUA. O esporte viveu um momento de crise após este evento, por causa da MV Sports principalmente pela sua falta de interesse no aspecto agressivo do esporte. A MV Sports pensou que poderia ganhar dinheiro com o aspecto de brinquedo infantil do esporte. Assim, eles criaram três placas de brinquedo: Sydewynder, Viper e Spacedeck. O tiro saiu pela culatra pois fez o esporte parecer ser uma coisa para criança totalmente ao revés do verdadeiro esporte agressivo que tinha sido constituído nos anos antecedentes a 1998, após a aquisição, em 1998, cem novas placas agressivas tinham sido fabricadas para não ser privado de um esporte que já tinha em torno de 10 anos de existência, os pilotos de snackboards resolveram levar o esporte por sua conta própria. Tanto que em 2001, há muito tempo atrás Rider Kara Guire criou a Flipside EUA que vendeu no varejo as placas, além disso acabou por introduzir novos produtos como roupas especificamente para os pilotos de snackboards.
Em 2002, o até então atual campeão mundial, Brinton Gunderson e o ex-atleta  profissional de skate Josh Mick criaram Boards Dimension. Eles trabalharam com MV Sports e obtiveram o direito para produzir os seus próprios “boards”. Sob a sua diretoria a "WSA",  introduziu o novo padrão em design o AS1 Dimension.
Em 2002, Pipo Grosso (South American Champ) e Martin Hernandez Elizalde fundaram a Boards Grosso em Buenos Aires na Argentina. Eles têm produzido diversas placas e tem o costume de vender estas placas em países onde a patente não está em vigor. Este foi definitivamente um novo começo para um esporte que uma vez se encontrou à beira da extinção.
Em 2004, a Dimension comprou a patente e a empresa "Snakeboard" e a partir de então a marca Sports MV efetivamente passou o controle do esporte para os pilotos de snakeboards. Desde então, a Dimension tem produzido placas, como o AS2, o Nomad e a Warlord of War. Nesse mesmo ano, a Dimension licenciou-se, mas não detinha os direitos de fabricação do snakeboard, assim uma nova empresa chamada Streetboards Highland começou a produzir snakeboards, mas apenas no anos que se seguira eles lançariam seu primeiro modelo.
Em 2005, Streetboards Highland, de propriedade de Neil Thomson da Escócia, introduziu a sua primeira “board” o flash 55. Em 2006, Highland trouxe o CARTEL e o flash 50 e a Dimension trouxe o Warlord of War, Warlord of Money/Power (as mesma placas, só que os gráficos das barras eram diferentes) e o Nomad Renegade.

## Streetboarding
O Streetboarding ou Snakeboarding ou Pivotboarding é um esporte que deve ser praticado com um streetboard em instalações apropriadas, essas instalações esportivas devem ser desenhadas especialmente para esta pratica esportiva. O conjunto destas instalações é denominado skate parque, além desse lugar o esporte também poder ser praticado no ambiente urbano.

## Modalidades

### Aggressive
A modalidade agressiva é praticada na rua ou em instalações desportivas projetadas para esta finalidade. Este modalidade  consiste em realizar as manobras mais difíceis e espetaculares, quer, por causa de sua dificuldade técnica ou do  risco envolvido quando da execução dos seus movimentos.

#### Categorias
- Real Street: é praticado na área urbana utilizando-se dos obstáculos naturais inerentes a esse ambiente.
- Street: Ela é praticada na rua ou em um recinto com instalações desenhadas para este fim: funbox, launch ramps, quarterpipes, wallrides ou qualquer um, com exceção do mini ramp e do half pipe. (Modalidade de competição mundial).
- Mini Ramp: é praticado em uma instalação que é feita em forma de U com uma curva de que não chega a 90 ° no ápice da rampa. No geral Tende a ser superior a 2 metros de altura. (Modalidade de competição mundial).
- Vert (Half-Pipe): é praticado em uma instalação feita em forma de U com uma curva que chega a 90 º em seu ápice,  essa área tem cerca de 10 centímetros a 100 centímetros de parede vertical, geralmente o half pipe tem 3 ou mais metros de altura. (Modalidade de competição mundial).
- Best Trick: pode ser pratica em qualquer lugar ou instalação, se trata de fazer o melhor truque, quer será avaliado conforme as dificuldades técnicas da manobra ou dificuldades técnicas mais o riscos envolvido na manobra (este último más valorado). (Modalidade de competição global).
- Down hill: É normalmente praticado em uma montanha, vence aquele que chegar primeiro ao pé da montanha.
- Boarder Cross: É praticada em uma pista com obstáculos, curvas e saltos e inclinações são indispensáveis.
- Slalom: Consiste em correr entre cones sem derruba nenhum cone, vence quem termina o percurso em menor tempo.

## Competição

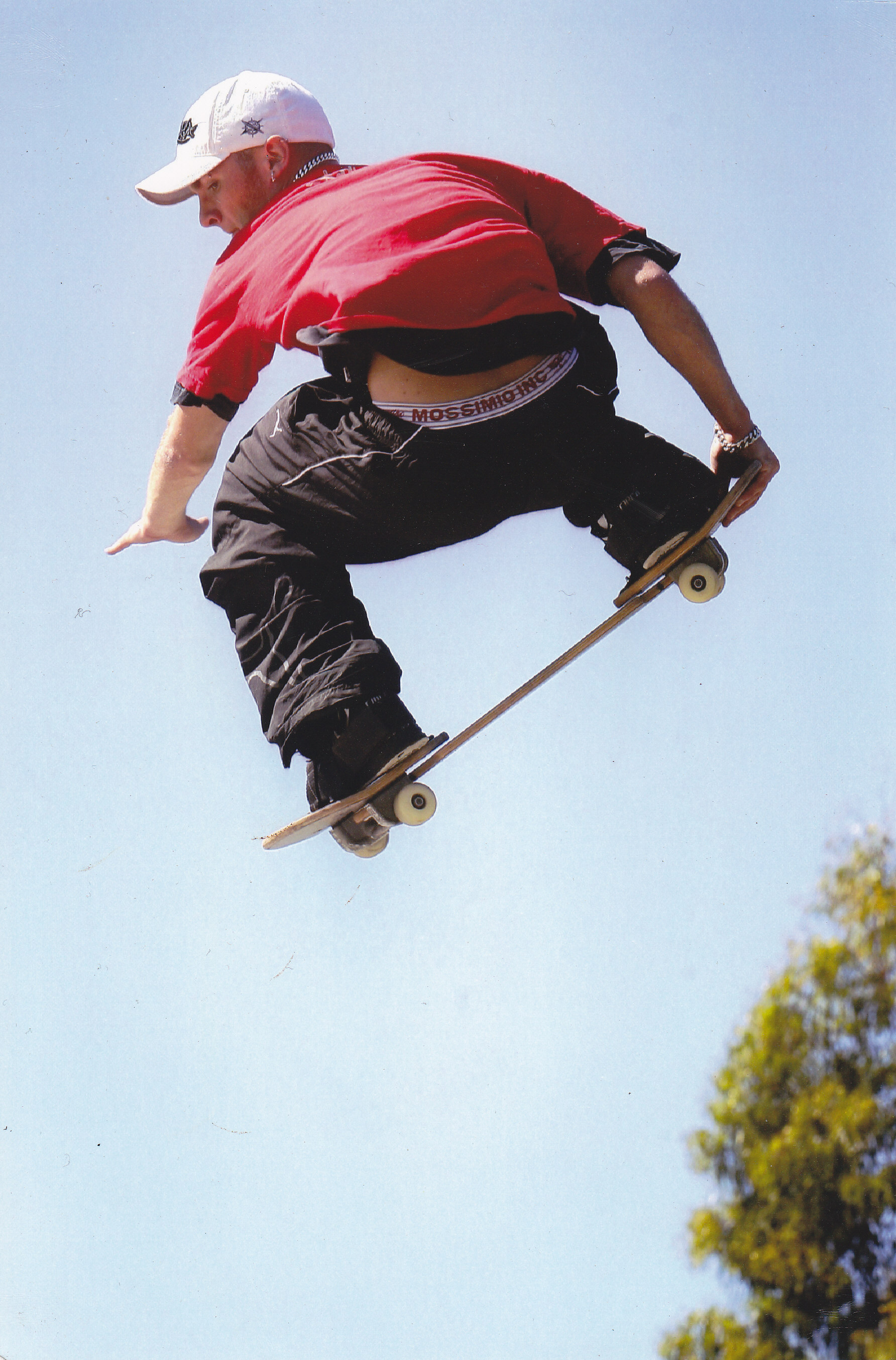
Streetboarding At North Hobart Skatepark Tasmania (Streetboarding No North Hobart Tasmânia Skate Park)

Em 1994 aconteceu o primeiro campeonato mundial em Guernsey, perto da costa da Inglaterra, Jay Beatty foi o primeiro campeão mundial de streetboard, daí em diante continuou a ocorre anualmente o campeonato, com exceção do ano 1998.

### Lista dos Campeonatos Mundiais de Streetboarding
- Resultados (1994) Guernsey (Reino Unido)
- Resultados (1995) Londres (Reino Unido)
- Resultados (1998)
- Resultados (1999) Brixen (Italia)
- Resultados (2000) Utah (EE. UU.)
- Resultados (2001) Argentina
- Resultados (2002) Nantes (França)
- Resultados (2003) California (EE. UU.)
- Resultados (2004) Varsovia (Polonia)
- Resultados (2005) Lyon (França)
- Resultados (2006) Peterborough (Inglaterra)
- Resultados (2010) Mallorca (Espanha)

## Filmes

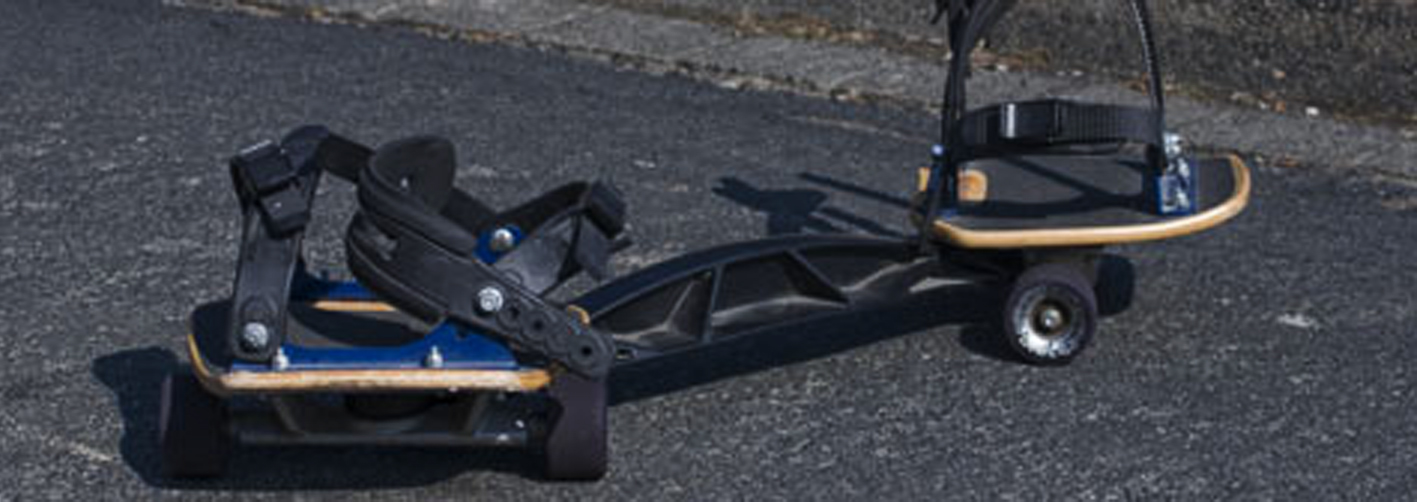
Snakeboard Spluge

Em 1993 foi feito a primeira premier de vídeos sobre o Snakeboard; Snake Attack. No qual participaram Ingo Föhre y Ashley Morgan, o qual acabou quebrando o braço pulando por cima de um carro. Abaixo está uma lista cronológica dos filmes:
- Snakeboard 1993: "Snake Attack"
- Snakeboard 1995: "Snake Attack II"
- Team Demented 1996: "Demented"
- Snakeboard USA 1996: "Disturbed"
- Andy Cass 1997: "Roadkill"
- Daily Trout 1997: "Hellburger"
- Boards Unlimited 1998: "Street Ripper"
- Snakeboard USA 1998: "Air Biscuit"
- Anderson 1998: "Ninja Skills"
- Frontal 1998: "FSP"
- Ingo Föhre 1999: "Sonic Rockers"
- Frontal 1999: "LE+ OM the rising"
- Frontal 2001: "Fisch"
- Elevate Video Magazine 2001: "Patineta Banana"
- Ingo Föhre 2002: "Chips or Flips"
- TNC 2002: "Pragmatic Souls"
- The True Skool 2002: "One"
- Frontal 2002: "Shadow Monkeys"
- Elevate Video Magazine 2002: "Around The World"
- Elevate Video Magazine 2003: "E03"
- Team Addicted 2004: "Concussion"
- Dimension Boards 2005: "Left for Dead" Trailer br />
- Homeless Punky Tech HPT 2008: "Geeks On Wheels" Trailer

## Partes do Streetboard
Com um streetboard pode-se fazer várias manobras, principalmente por causa da sua versatilidade e também por sua estrutura que é bem parecida com a de um skate comum só que com algumas diferenças básicas;

### Listas das partes
1. Rodas
2. Truck
3. Foot Plates
4. Barra
5. Fixadores
6. Rolamentos
7. Mesa
8. lixa (opcional)
9. pivot system

- Rodas

Rodas Macias: muitas vezes um pouco maiores e mais aderente do que as roda duras, elas mascara a aspereza da estrada, e seu tamanho permite altas velocidades, mas em troca tem uma  aceleração menor. Assim, elas são usadas para andar pelo conforto que oferecem e por causa de sua aderência.
Rodas Rígidas: geralmente menores, apesar de existirem modelos de grande diâmetro, eles têm uma melhor aceleração, mas seu uso deve ser em uma superfície lisa para evitar vibrações. Por outro lado, quando em alta velocidade essa rodas tendem a gerar uma perda do controle do Streetboard, justamente porque tendem a prender no solo e causar um desequilíbrio no piloto podendo causar sua queda. Estas rodas são usadas geralmente em ruas e em skate parques.
- Barra

Existem diferentes tipos de barras, que podem ser distinguidas de acordo com três critérios: tamanho, forma e material utilizado para fabricá-los. O tamanho da barra afeta na aceleração e ne velocidade máxima do Streetboard: Quanto maior é a barra mais o snake ganha em aceleração, no entanto ele terá uma menor velocidade final e vice-versa.  A forma da barra depende do material utilizado para fazê-la, as marcas  de Streetboard usam um tipo para a cada peculiaridade, por exemplo; uma barra fina e larga vai ser adaptada para  ser usada em slides. Já quanto os materiais utilizados na confecção da barra este poderão ser madeira, plástico, de modo mais geral, mas existem protótipos Plexiglas de alumínio, criado por streetboarders artesões.
- Fixadores (foot strap, Alças, cinta para os pés)

Os primeiros fixadores foram feitos de forma improvisada usando-se tiras de cordas e tubos. A frente do pé era prendida por um tipo de alça, que ficava presa ao bloco do footplate. Hoje, a maioria dos fixadores são totalmente de tecido, com dois fixadores no footplates e uma tira de tecido que passa por atrás do pé. Também é comum para os proprietários de “old-school Snakeboard” adaptar as suas placas com um foot strap de snowboard.
- Rolamentos

Permitem as rodas girarem livremente e portanto o deslize do snake no solo. São confeccionados de ligas de aço ou cerâmica e possuem diversas marcas. Existe uma classificação dos rolamentos que é a classificação ABEC. Essa, classifica o rolamento quanto a sua precisão nas dimensões. Uma espécie de certificação de engenharia. Portanto essa certificação ABEC por si própria não classifica os rolamentos quanto aos quesitos durabilidade e velocidade. Essas características dependem da qualidade dos componentes, como esferas, gaiolas, lubrificação etc. É perfeitamente possível que um rolamento ABEC 3 de determinada marca corra e dure mais que um ABEC 7 de outra marca por exemplo. Existem também rolamentos sem certificação ABEC porém de marcas conceituadas, como os "Bones" e "NMB". Essa classificação é feita a partir de números ímpares de 1 até 15, portanto os "ABECs" existentes são ABEC 1, ABEC 3, ABEC 5, ABEC 7 e ABEC 9, ABEC 11 .
- Mesa

É a peça na qual o eixo é encaixado em algumas regiões ela também e chamada de "base". Há duas mesas em cada streetboard. É importante frisar que a "base" ou "mesa" é parte integrante do conjunto denominado "truck".
- Truck

Trucks são os eixos do streetboard, a parte onde se encaixam as rodas, os rolamentos e o amortecedor que ameniza os impactos de um pulo. Os trucks são geralmente confeccionados em alumínio, mas podem ser de material plástico e até mesmo de poliuretano que é o mesmo material utilizado para confecção de rodas de streetboard.
- Pivot system

Traduzindo “pivot system”  é “sistema articulado”; ele é a ponte de ligação entre a barra e o foot plate do streetboard, graças a este sistema é que é possível girar o streetboard até 290 com tranquiilidade.
- Lixa

Fica aderida à superfície do foot plate, fazendo com que aumente o atrito entre o calçado e o plate do snackboard, possibilitando assim a execução de manobras e impedindo que o calçado deslize involuntariamente sobre o foot plate. Essa lixa é como um "adesivo" e é colada em cima do foot plate. Obs; apenas os streetboard que não tenha foot strap tem lixa, como é o caso dos snakeboards da velha escola do desporto.
- Foot Plate

É a parte onde os pés do piloto do streetboard ficam posicionados, no streetboard há dois foot plate um frontal é outro traseiro.

## Como manobrar
Tomemos o exemplo de um posicionamento mais usual em um Streetboard, "o pé esquerdo na frente" (para se movimentar deve ser movimentar os pés de forma invertida assim um a "esquerda" e outro a "direita"). para virar para a direita, ele deve colocar os pés apontando para dentro virar à esquerda, pôs os pés voltados para fora para começar, devemos primeiro colocar o pé no lugar certo ou seja centrado nos foot plates, em seguida, balançar o ombro esquerdo para o interior ao fechar as pontas dos pés para dar a inércia ao movimento, volta ombro esquerdo para trás e as pontas dos pés para fora, e assim por diante, para avançar com uma velocidade constante.
Quando praticada regularmente Snakeboard, notamos que muitas vezes é o pé da frente, o que torna o movimento mais importante do que o pé de trás, por razões de equilíbrio. Chamado reverse fakie em que normalmente a frente, como se andássemos para trás no skate. Quando você quiser atravessar de uma calçada ou um obstáculo, você deve ter posto os pés no Streetboard, ate porque você não pode tirar a placa articulada que se integram ao streetboards. Portanto, há ligações semelhante ao snowboard, mas acaba por complica muitos movimentos, até porque qualquer desequilíbrio é fatal e não se pode pular do board ou colocar o pé chão em caso de uma perda de equilíbrio: apenas os joelhos ou os braços podem bloquear a queda.

## A cinética do movimento
Em 2002, Francesco Bullo e Andrew D. Lewis escreveram um artigo sobre o controle cinético do Snakeboard, IISS em Robótica e Automação.
Ver artículo en formato PDF.

## Literatura
Snakeboarding de Dirk Rennekamp

Meyer & Meyer Sport ISBN 3-89124-618-8
Idioma : Alemão
Este primeiro livro explica os passos básicos para se mover com o streetboard.